# Torre de l'Esparra
La torre de l'Esparra és una domus o casa forta situada al cim d'un turó prop del raval de L'Esparra, petit nucli de població del municipi de Riudarenes (Selva). Coneguda també com a força de la Roqueta (i popularment Torre de les Bruixes).

## Història
Hi ha poques notícies documentades sobre la torre de l'Esparra, però és clar que es tracta d'una domus o casa forta, construïda a finals del s.XII principis del XIII, i esmentada al s.XIV com a castell o força de la Roqueta.

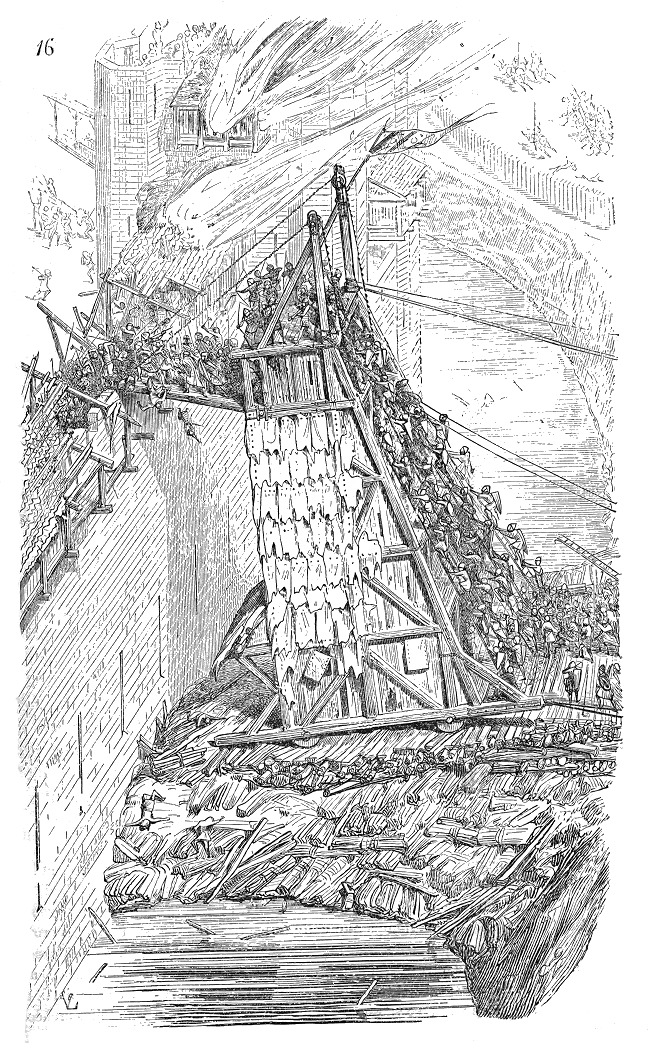
Torre de setge dita bastida o castell de fusta

Santiago Sobrequés i Vidal recull una notícia sobre el lloc: «En 1294, el monarca (Jaume II) obligà a Ponç Hug IV d'Empúries a aixecar el setge del castell de l'Esparra en el vescomtat de Cabrera, on el comte combatia un altre vassall rebel». En relació amb la mateixa data, Josep Pella i Forgas recull una altra informació: «... se le mandó (al comte d'Empúries) que del sitio que puesto había al castillo de Sesparra (...)retirase las máquinas de guerra i señaladamente una torre de madera llamada "bastida", la cual marchaba sobre ruedas y arrimada a los muros dominaba y aún de ella salía una gran tablero o puente levadizo por donde iban a tomar las murallas».
La Roqueta ha pertangut a diverses famílies. Potser els primers propietaris foren els Xammar (dits inicialment Xetmar) que, el 1317, van vendre la força a Guillem Escarrer (família anomenada posteriorment Cassà). A partir de 1433, la Roqueta passà a ampliar el patrimoni de la família Farners i romangué en el seu poder fins al 1758 l'última Farners, es casà amb Felip de Cruïlles, primer marquès de Castell de Torrent. A partir de llavors ha pertangut a la família Cruïlles.

## Arquitectura

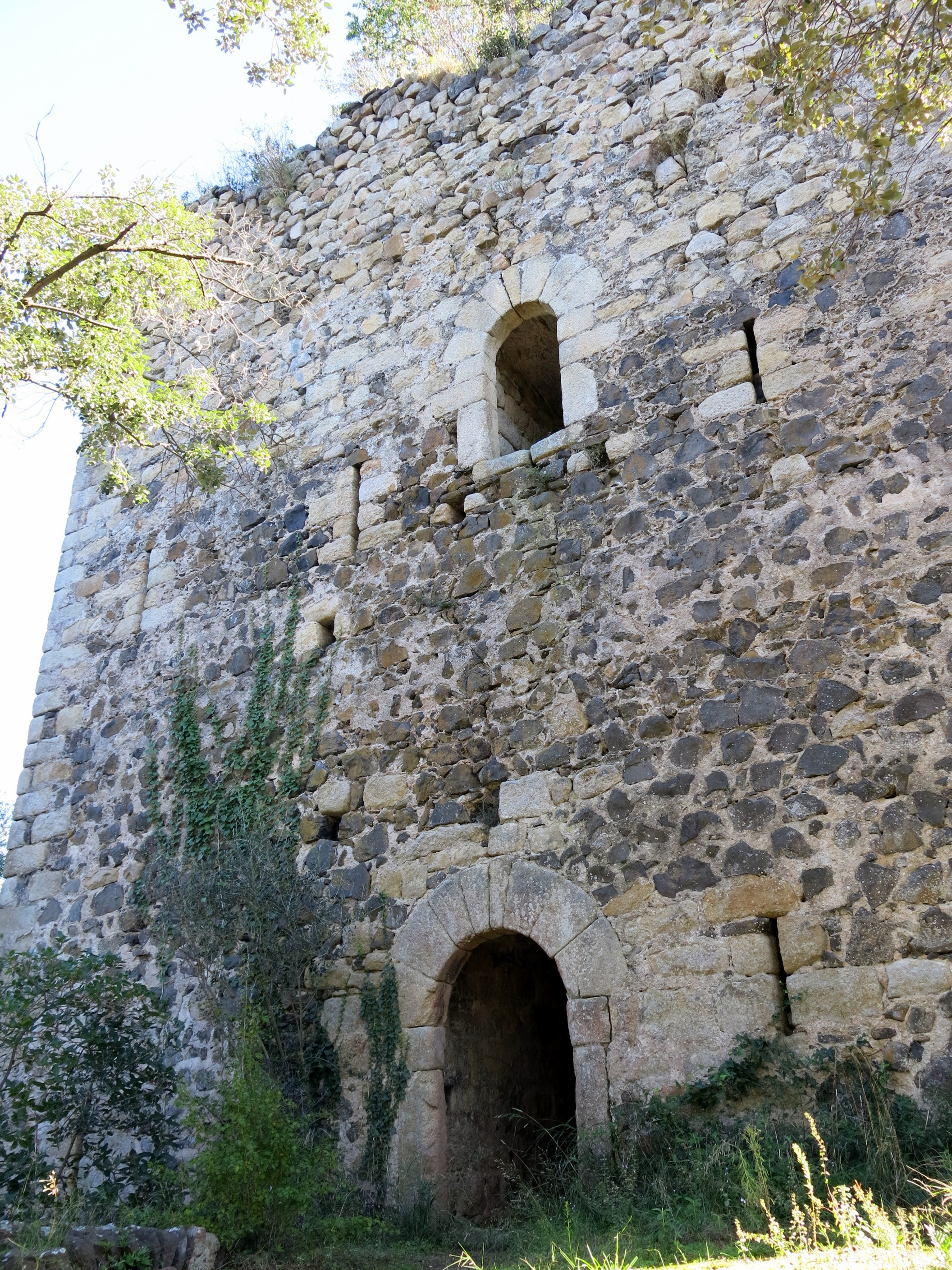
Torre de l'Esparra: dues portes d'entrada (nov. 2015

Es tracta d'una casa forta situada al cim d'un turó prop del poble de l'Esparra, amb forma de torre quadrada de grans proporcions. La planta central és però, lleugerament trapezial. Està envoltada per un recinte fortificat del qual queden poques restes. Fa uns 10 metres d'alçada, per 8,9 metres als costats curts, 11,45 m i 10,35 m els costats llargs. El gruix dels murs és de 2,10 metres.
L'edifici té dues plantes. A la inferior només es podia accedir des de dalt. Actualment, i segurament des d'una època força antiga, hi ha porta al nivell principal i una altra de semblant al nivell inferior. La superior està lleugerament descentrada, és més petita i és acabada amb un arc de mig punt format per set dovelles. Sota la porta superior hi ha dos forats destinats segurament a aguantar les bigues de suport d'una plataforma per pujar a la torre. Aquesta construcció de fusta és una de les raons que fan sospitar que la porta situada a peu pla es construí posteriorment.
A la planta baixa rodegen el mur disset espitlleres que de dins mesuren uns 85 cm d'alt per només uns 35 cm d'ample. A l'interior s'aprecia la volta apuntada amb restes d'encanyissat que separa les plantes. La part més alta de la volta és a 5,4 m del terra actual. Al pis superior hi ha també espitlleres; dues a cada banda de la porta de ponent, cinc a les façanes nord i sud i quatre a la façana est. Els murs estan formats per carreus de pedra granítica mal tallats i irregulars, units per morter de calç, mentre que els cantons són reforçats per carreus ben tallats de pedra calcària.
A l'exterior de la torre hi ha unes minses restes d'un clos de muralles. Cap al sud-oest sembla que hi havia l'entrada al recinte de muralles i s'hi ha conservat una part de l'edifici que la protegia. Un fragment d'1,7 m de longitud amb tres espitlleres. A 6 m de la torre cap a tramuntana, hi ha un altre pany de mur. Dintre del clos hi ha una construcció que segurament era una cisterna. En destaca un considerable gruix dels murs, de 2,7 m.
Cal destacar la presència d'elements defensius com són les espitlleres i del recinte exterior i tot i ésser una casa forta, és possible que es pogués arribar a considerar com a castell. Pel que fa a la datació, per les seves característiques seria una construcció del segle xii o potser ja del segle xiii